# Helionides olivacea
Helionides olivacea är en insektsart som först beskrevs av Anufriev 1969.  Helionides olivacea ingår i släktet Helionides och familjen dvärgstritar. Inga underarter finns listade i Catalogue of Life.